# Bill Foster

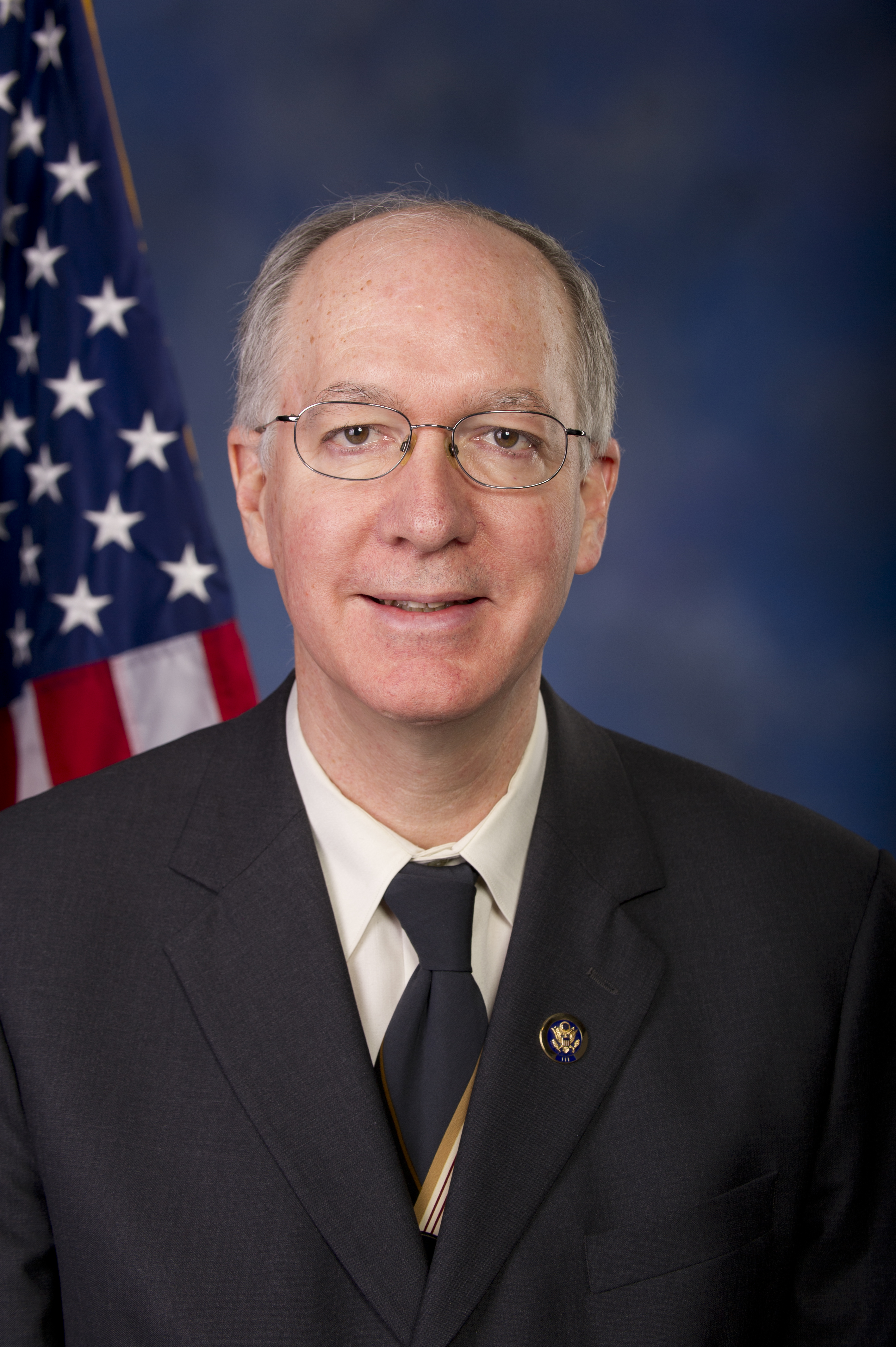
Bill Foster 2013.

George William "Bill" Foster, född 7 oktober 1955 i Madison, Wisconsin, är en amerikansk demokratisk politiker och fysiker. Han representerade delstaten Illinois fjortonde distrikt i USA:s representanthus 2008–2011, och representerar sedan 2013 Illinois elfte distrikt.
Foster avlade 1975 sin grundexamen i fysik vid University of Wisconsin-Madison. Han avlade sedan 1984 sin doktorsexamen i fysik vid Harvard University. Tillsammans med brodern Fred grundade han företaget Electronic Theatre Controls. Företaget har bland annat svarat för belysningssystem på Rolling Stones-turnéer, i kyrkor och i Broadwayshower.
Foster bestämde sig för att kandidera 2008 i fyllnadsvalet för att efterträda republikanen och före detta talmannen Dennis Hastert som kongressledamot. Republikanen Jim Oberweis som stöddes av avgående kongressledamoten Hastert var favorit. Foster vann valet med 53% av rösterna och omvaldes i kongressvalet 2008. Republikanen Randy Hultgren besegrade Foster i mellanårsvalet i USA 2010.